# Милош Радојловић
Милош Радојловић (Београд, 8. мај 1907 — Београд, 6. април 1995) је био генералштабни пуковник Југословенске војске, а за време Другог светског рата је обављао дужности команданта Млавско-смедеревске групе корпуса Југословенске војске у Отаџбини и команданта Баната, као и делегат Врховне команде у Шумадијској групи корпуса.

## Биографија

### Породица и предратна каријера
Милош Радојловић је рођен 1907. године, као изданак угледне београдске породице Радојловић. Деда са очеве стране му је био начелник рађевског среза капетан Петар Радојловић, који је по наређењу кнеза Михаила Обреновића, минирао и срушио Соко Град на падинама Соколских планина. Његови родитељи Љубомир и Марица (рођ. Благојевић) су имали још кћерке Љубицу, Јелисавету, Радојку и Анђелију. Отац Љубомир Радојловић је био пријатељ Живојина Мишића, којем је помогао да сагради породичну кућу у Делиградској улици бр. 28 у Београду, што је Мишић поменуо у мемоарским списима Моје успомене:
У првој половини 1908. године, једног дана пре подне, дође ми у посету мој стари добри пријатељ, Љубомир П. Радојловић. Седео сам у старој кући, која се налазила у Делиградској улици бр. 28. Ту сам имао један доста велики празан плац, на коме сам почео да гајим цвеће. Док смо шетали по тој башти, Радојловић ме упита:
- Зашто не сазидаш кућу на томе плацу?
- Какву кућу, побогу брате, кад ионако једва живим са оноликом чељади у кући - одговорих кроз смех.
Не говорећи ништа више, Радојловић седе у фијакер и замоли ме да га причекам, јер ће се он вратити одмах.
После једног сата ето га опет у фијакеру. Уведох га у своју собу и понудих да седне. Не хтеде да седи, већ извади из капута једну зелену кесу, метну је преда ме и рече:
- Ево Вам, господине Мишићу, ових 15.000 динара у злату и одмах почните да зидате кућу. Ја идем по подне у бању. Ако Вам буде потребно још новца, обратите се овом картом Извозној банци и тамо ћу Вам од мојих новаца дати колико Вам буде потребно.
У онако мом бедном материјалном стању поступак овог племенитог човека из породице Радојловића толико ме је узбудио да за неколико тренутака нисам могао проговорити ниједне речи, већ сам само онако изненађен слушао шта говори тај човек. Напослетку се мало прибрах и рекох да не могу да примим ту суму, али Радојловић не хтеде нити шта да говори, већ узе шешир и пође вратима. Зауставих га и замолих да причека да му напишем признаницу. Не хтеде ни да чује, већ брзо изађе и седе у кола.
Завршио је Нижу и Вишу школу Војне академије у Београду, а касније и генералштабну припрему. Преведен је у генералштабну струку 1937. године. Оженио се Смиљом Банић и са њом добио сина Љубомира.

### Други светски рат
Априлски рат 1941. године га је затекао у чину генералштабног мајора. Заробљен је и одведен у логор у Нирнбергу, одакле га у октобру депортују за Италију. Успева да оде из заробљеништва са мајором Славком Бјелајцем и још двојицом официра, уз помоћ Илије Трифуновића Бирчанина, а потом заједно одлазе у Лику. Узео је конспиративно име Љубо Банић — име је прилагодио локалним обичајима, а презиме је узео по девојачком презимену своје супруге. Од априла 1942. године је био командант Личких четничких одреда. Октобра 1942. године прелази у Херцеговину код мајора Петра Баћовића, где обавља дужност официра за везу између Источнохерцеговачке оперативне групе и Динарске четничке дивизије. Прешао је у источну Србију крајем априла 1943. године. У јесен те године, предлагао је да Југословенска војска у Отаџбини прекине све везе са емигрантском краљевском владом у Лондону, те да постане чисто народни герилски покрет.
Наредбом министра војске, морнарице и ваздухопловства армијског генерала Драгољуба Драже Михаиловића, унапређен је у чин генералштабног потпуковника, дана 15. јануара 1944. године. Током марта је именован за команданта Млавско-смедеревске групе корпуса и команданта Баната. Приликом обиласка смедеревских села, из разговора са мештанима је чуо за злодела које су починили поједини припадници Смедеревског корпуса, о чему је темељно обавестио његовог команданта капетана Лазовића и затражио његово изјашњење.
Када сам прешао у Србију, како је то било да ти не причам. Владао је мир, па су се многе наше колеге понашале према народу охоло, како то не доликује официрима. Због тога сам имао многе проблеме и свађе...— генералштабни мајор Милош Радојловић
Након немачке операције Хајка, почеле су припреме за разбијање Космајског партизанског одреда. Ради тога је 1. априла 1944. године, генерал Михаиловић упутио наредбу потпуковнику Радојловићу да отпочне са решавањем проблема у Подунављу, који су настали из сукоба са командантом Смедеревског корпуса капетаном Живаном Лазовићем. Потом је Радојловић 13. априла упутио Лазовићу депешу у којој му је поставио седам услова и начина рада на терену, од којих су најважнији да се од народа: „не сме узети ни једна игла”, затим: „да нико не сме да убије нити закоље никога, па ма то били и сами партизани или њихови јатаци”, те да: „без судске одлуке се нико не сме ликвидирати”. Истом наредбом, Радојловић је најстроже забранио употребу алкохолних пића.
Током лета 1944. године, умало је дошло до оружаног сукоба између пуковника Радојловића и мајора Симеуна Оцокољића, који је са својом групом блокирао кућу у којој се Радојловић сместио, потом разоружао његову пратњу и одвео неколико војника из пратње. Генерал Михаиловић је био принуђен да реши овај сукоб, па је најпре позвао Лазовића на Равну гору, који је са собом повео групу истакнутих сељака да посведоче у његову корист. Затим је и Радојловић позван у Врховну команду ради подношења извештаја о стању у својој зони одговорности, након чега му је саопштено да је смењен. Са генералом Михаиловићем се сусрео 16. јуна у Прањанима, где је дошло до вербалног сукоба.
Месец дана касније, генерал Михаиловић одлучује да реактивира Радојловића, те га је 25. јула 1944. године унапредио у чин генералштабног пуковника и поставио за делегата Врховне команде у Шумадијској групи корпуса. Пошто се није слагао са идејом повлачења главнине снага у Босну, пуковник Радојловић се на јесен 1944. године враћа у Београд и ту дочекује ослобођење.

### Живот након рата
Комунистичке власти су ухапсиле Радојловића већ 29. октобра 1944. године и затвориле у Главњачу. Ту је срео потпуковника Војислава Лукачевића, који му се поверио да су га Енглези предали комунистима. Осуђен је 29. августа 1945. године на пет година затвора и упућен на одслужење у Сремску Митровицу, одакле касније бива премештен у Ниш. На условну слободу је пуштен 26. маја 1948. године, после чега једва успева да пронађе посао као молер.
Одан другим идејама и противник новог тоталитарног система, Радојловић је окупио једну четничку групу на Хомољу, намеран да подигне устанак. Ухапшен је и осуђен 14. октобра 1950. године на 15 година строгог затвора са принудним радом. Казну је служио у Пожаревцу до 1958. године, када опет излази на условну слободу. Запослио се у Индустрији нафте — ИНА и радио је до пензије 1980. године.
Умро је 6. априла 1995. године у Београду. Сахрањен је у породичној гробници на Новом гробљу. Његов син Љубомир је дугогодишњи секретар Удружења припадника Југословенске војске у Отаџбини 1941—1945, као и један од иницијатора процеса рехабилитације генерала Драгољуба Драже Михаиловића.